# 신시내티 스팅거스
| 신시내티 스팅거스  |                                   |
| 디비전             | 이스트 디비전 (1976년~1977년)     |
| 설립연도           | 1975년                            |
| 해체연도           | 1979년                            |
| 역사               | 신시내티 스팅거스 (1975년~1979년) |
| 경기장             | 리버프론트 콜리시엄               |
| 연고지             | 오하이오주 신시내티               |
| 상징색             | 검정, 노랑                        |
| 구단주             | -                                 |
| 단장               | -                                 |
| 감독               | -                                 |
| 애브코 월드 트로피 | -                                 |
| 시즌 우승          | -                                 |
| 디비전 우승        | -                                 |
| 영구 결번          | -                                 |

신시내티 스팅거스(Cincinnati Stingers)는 1975년부터 1979년까지 오하이오주 신시내티를 연고지로 하는 WHA 소속 아이스 하키팀이다.

## 역대 홈경기장
| 경기장              | 사용기간      | 수용인원 | 장소                | 비고 |
| ------------------- | ------------- | -------- | ------------------- | ---- |
| 신시내티 스팅거스   |               |          |                     |      |
| 리버프론트 콜리시엄 | 1975년~1979년 | 14,453명 | 오하이오주 신시내티 | 빈칸 |